# ズグロモリモズ
ズグロモリモズ(頭黒森百舌、学名：Pitohui dichrous)は、スズメ目コウライウグイス科の鳥。毒を持つ鳥、毒鳥として知られており、他にはカワリモリモズ Pitohui kirhocephalus とズアオチメドリ Ifrita kowaldi、チャイロモズツグミ Colluricincla megarhyncha などが知られる。
和名がなかった時期には英名からフードピトフイという名も見られ、ニューギニアに棲む現地の人々からは、酸様の不快臭、皮は苦いなどの不快感を持ち食べられないため「つまらない鳥」と呼ばれていた。
1850年にフランスの鳥類学者シャルル・リュシアン・ボナパルトによってhooded pitohui (Pitohui dichrous)が記述された。

## 分布
インドネシア・パプアニューギニアとその周辺の島々

## 形態
全長は25cmほど、重さは65gほどで鮮やかな色をしている。冠毛を持ち、体毛は頭から胸、翼と尾羽が黒で、そのほかは茶橙色。ズグロモリモズに似せたミューラー型擬態の鳥も報告される。

### 毒
1990年、博物館で飾るために羽を触っていた科学者に痺れと肌に化学熱傷が見られた。世界で初めて皮膚（羽）に毒を持っていることが発見された鳥となった。筋肉や羽に毒を持ち、毒はヤドクガエルと似た猛毒。人間も羽一枚分で死亡してしまう。
ズグロモリモズは自分自身ではバトラコトキシンを生成しないので、おそらくはズグロモリモズが捕食するジョウカイモドキ科 Melyridae の Choresine 属甲虫由来であると考えられる。
この毒は、シラミなどの寄生虫に対しても効果を持つ。

## 生態
ジャングルに生息し、昆虫類を食べる。